# Konrad Epple

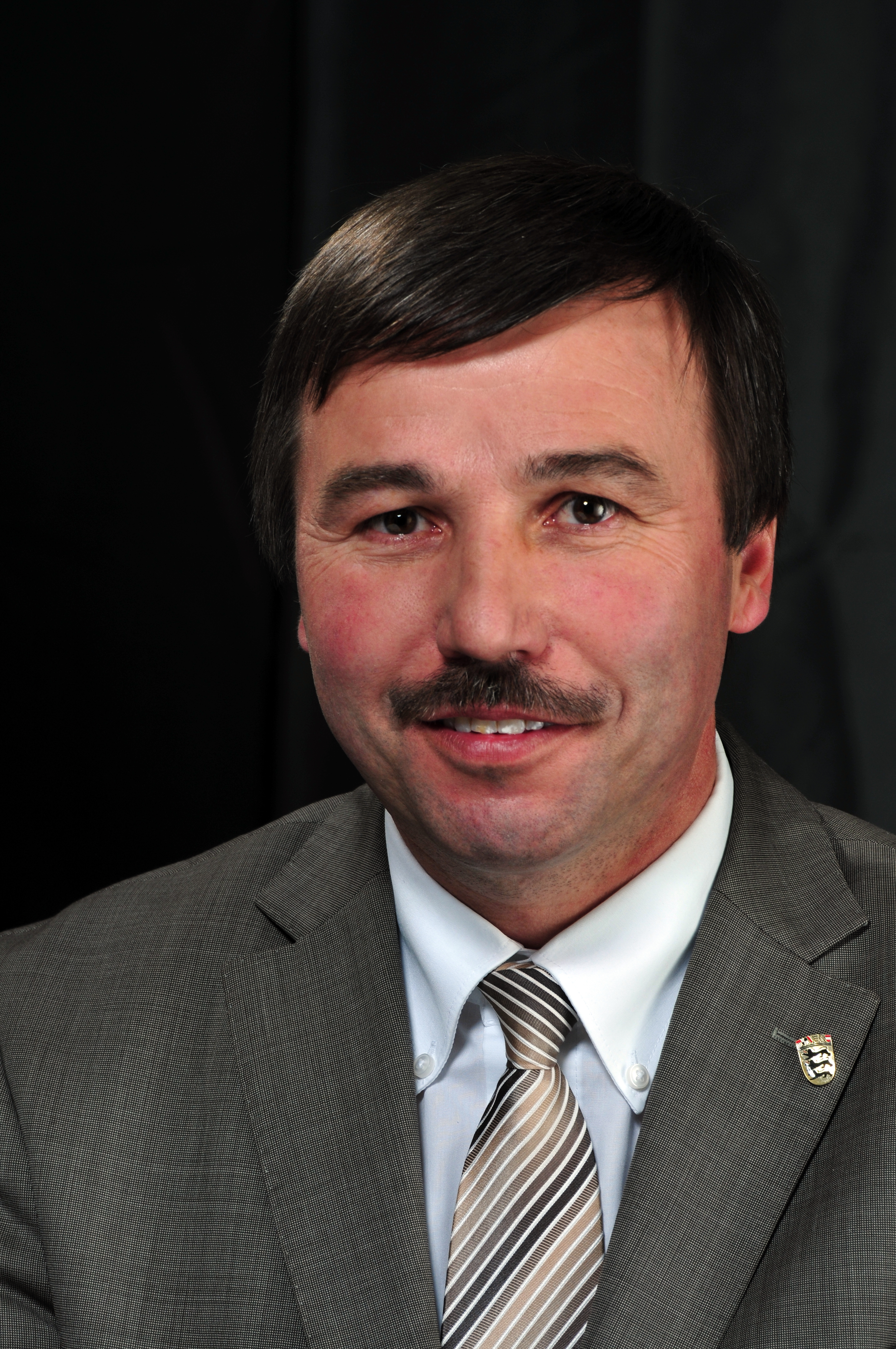
Konrad Epple 2013

Konrad Epple (* 4. August 1963 in Stuttgart-Bad Cannstatt) ist ein baden-württembergischer Politiker der CDU und seit 2011 Mitglied des Landtags von Baden-Württemberg.

## Leben
Nach dem Besuch der Grund- und Hauptschule in Ditzingen absolvierte Konrad Epple von 1979 bis 1982 eine Lehre als Schlosser. Nach der Meisterschule von 1987 bis 1988 wurde er 1988 Schlossermeister. Seit 2004 ist er selbständig.
Konrad Epple ist evangelisch und ledig.

## Partei
Konrad Epple trat 1977 in die Junge Union und zwei Jahre später in die CDU ein. Er war zunächst Vorstandsmitglied und dann Vorsitzender der Jungen Union in Ditzingen. Er war Kreisvorstandsmitglied  und stellvertretender Kreisvorsitzender der Jungen Union Ludwigsburg. Später wurde er Beisitzer im CDU-Kreisvorstand.
1988 wurde Epple Gemeinderat der Stadt Ditzingen und 1996 Mitglied des Kreistags Ludwigsburg. 1999 wurde er Erster Stellvertreter des Oberbürgermeisters der Stadt Ditzingen. Von 2000 bis 2010 war er ehrenamtlicher Verwaltungsrichter am Verwaltungsgericht Stuttgart. Von 2004 bis 2009 gehörte er der Regionalversammlung des Verbands Region Stuttgart an.

## Abgeordneter
Konrad Epple vertritt den Wahlkreis Vaihingen.
Bei der Landtagswahl 2011 errang Epple mit 38,8 Prozent der Stimmen das Direktmandat im Wahlkreis Vaihingen und zog in den Landtag von Baden-Württemberg ein.
Bei der Landtagswahl 2016 verlor er das Direktmandat an Markus Rösler und zog über ein Zweitmandat wieder in den Landtag ein. Bei der Landtagswahl 2021 baute Rösler seinen Vorsprung für das Direktmandat aus, Epple konnte aber erneut über ein Zweitmandat in den Landtag einziehen.
Konrad Epple ist Mitglied im Ausschuss für Ernährung, Ländlicher Raum und Verbraucherschutz und im Petitionsausschuss. Er ist stellvertretendes Mitglied im Ständigen Ausschuss, im Ausschuss für Finanzen, für Kultus, Jugend und Sport und für Umwelt, Klima und Energiewirtschaft. Daneben ist er auch im Ausschuss für Wirtschaft, Arbeit und Tourismus, für Soziales, Gesundheit und Integration, für Ernährung, Ländlicher Raum und Verbraucherschutz und für Inneres, Digitalisierung und Kommunen stellvertretendes Mitglied.

## Ehrenamt
Seit 1982 gehört er der Freiwilligen Feuerwehr Ditzingen an. 1998 wurde er zum stellvertretenden Abteilungskommandanten gewählt. Von 2000 bis 2005 war er Abteilungskommandant.
Konrad Epple ist Mitglied des Verwaltungsrats des Zentrums für Europäischen Verbraucherschutz e. V., Kehl.
Von 1986 bis 1991 war Epple Kassierer des Stadtjugendrings Ditzingen und von 1994 bis 1996 war er zudem Vorstandsmitglied des Kreisjugendrings Ludwigsburg. Zudem war er von 1992 bis 1997 Vorstandsmitglied der Schlosser- und Schmiedeinnung Leonberg.